# Paramicroplus obscurus
Paramicroplus obscurus är en skalbaggsart som beskrevs av Marc Lacroix 1998. Paramicroplus obscurus ingår i släktet Paramicroplus och familjen Melolonthidae. Inga underarter finns listade i Catalogue of Life.